# André Bedoglouyan
André Bedoglouyan (Zahlé, 18 février 1920 - 13 avril 2010) est un évêque libanais de l’Église catholique arménienne.
André Bedoglouyan est membre de l'Institut du Clergé Patriarcal de Bzommar et est ordonné prêtre en 1945. En 1971 il est nommé comme évêque titulaire de Comana Armeniæ (de) et comme évêque auxiliaire du patriarcat de Cilicie. Bedoglouyan prend sa retraite en 1974.